# 椿志保
椿 志保（つばき しほ、1973年7月22日 - ）は、日本の元女子プロレスラー。本名：中見川 志保（なかみがわ しほ）。

## 経歴
7歳から空手、13歳からレスリングを習い、全日本大会では最高3位という成績を残す。14歳から全日本女子プロレスの練習生となり、15歳の時に道場で練習しているところを「天才・たけしの元気が出るテレビ!!」のプロデューサーにスカウトされ、同番組に2度出演。その出演が全日本女子プロレス会長であった松永高司の目にとまり、1990年1月、16歳で全日本女子プロレスオーディションに合格。同年12月に本名でプロデビュー。同年の新人王トーナメントにて優勝し、新人王を獲得。しかし、結婚のため一度引退。
2000年には渡米し、当時ハードコア・スタイルを中心としていたプロレス団体ECWにて日本人初のディーヴァとなる。
2005年同年にパフォーマンス集団RINGを設立し、同団体の代表に就任する。六本木ヴェルファーレやShibuya O-EAST等でのイベントをプロデュースし、インターネットテレビGyaOにて配信。プロレスと他ジャンルの融合を目指す。その他にも、夜の世界の「本当にあった恐い話」をリアルに描いたVシネマ「REAL TOKYO」をプロデュース、小説とDVDを同時発売した中学生向けの作品「アイの羽」では原作・監督デビューも果たしている。
2008年にはプロレスラー「椿志保」としてKAIENTAI DOJOでリング復帰。
2012年2月20日に記者会見を開き、3月11日東京キネマ倶楽部にてプロレスイベント興行「プロレスリングfive」を旗揚げする事を発表。代表と総合プロデューサーに。
2014年11月21日ニコプロ生放送にて行われた記者会見で、KAIENTAI DOJOの真霜拳號と共に、世界初の試みとなる24時間プロレスの開催を発表。同イベントのプロデューサーに就任。
2016年3月18日、8月11日の北沢タウンホールにて現役引退することが発表される。
2016年8月11日、現役を引退した。